# Mizotte
La mizotte est un fromage au lait de vache à pâte solubilisée, à croûte lavée au vin blanc, fabriquée à Saint-Michel-en-l'Herm (Vendée) par les fromageries Lescure appartenant au groupe Bongrain.
Cette spécialité fromagère de Vendée tire son nom de l'appellation vernaculaire d'une herbe haliophile de pré salé, la mizotte, appelée aussi glycérie maritime, qui pousse dans les marais vendéens inondés par la mer.
Parmi les fromages de la région, citons l'halbran, un des fromages de Vendée les plus anciens qui tire son nom des jeunes canards de la région. C'est un fromage au lait de vache à pâte souple et fine dont la croûte grisée a un aspect cendré obtenu grâce aux frottements des fécules de pommes de terre. La fleur d'Aunis est un fromage au lait de vache originaire de l'Aunis, ancienne province dont la capitale est La Rochelle. C'est un fromage à croûte morgée au goût prononcé et à la texture molle.
La production de la Mizotte à Saint-Michel-en-l'Herm s'est arrêtée début 2016 en Vendée. Mais sa fabrication a été redémarrée par SAVENCIA en Dordogne et son goût n'a plus rien à voir avec l'original,.